# Jardim de infância

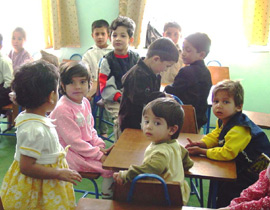
Uma classe escolar de jardim de infância do Afeganistão.

Jardim de infância é um termo criado pelo alemão Friedrich Froebel (1782-1852), que foi um dos primeiros educadores a se preocupar com a educação de crianças. Na tentativa de criar um espaço singular para que um tipo especial de educação fosse realizado por algum tempo pensou em uma palavra que pudesse explicar esse espaço, denominado por ele Kindergarten, ou "jardim de infância" em português. A ideia de criar um "jardim da infância" parte do princípio de que as crianças devem ser cultivadas e cuidadas assim como os jardineiros participam no processo de desenvolvimento das plantas.

## Relações na Educação Infantil

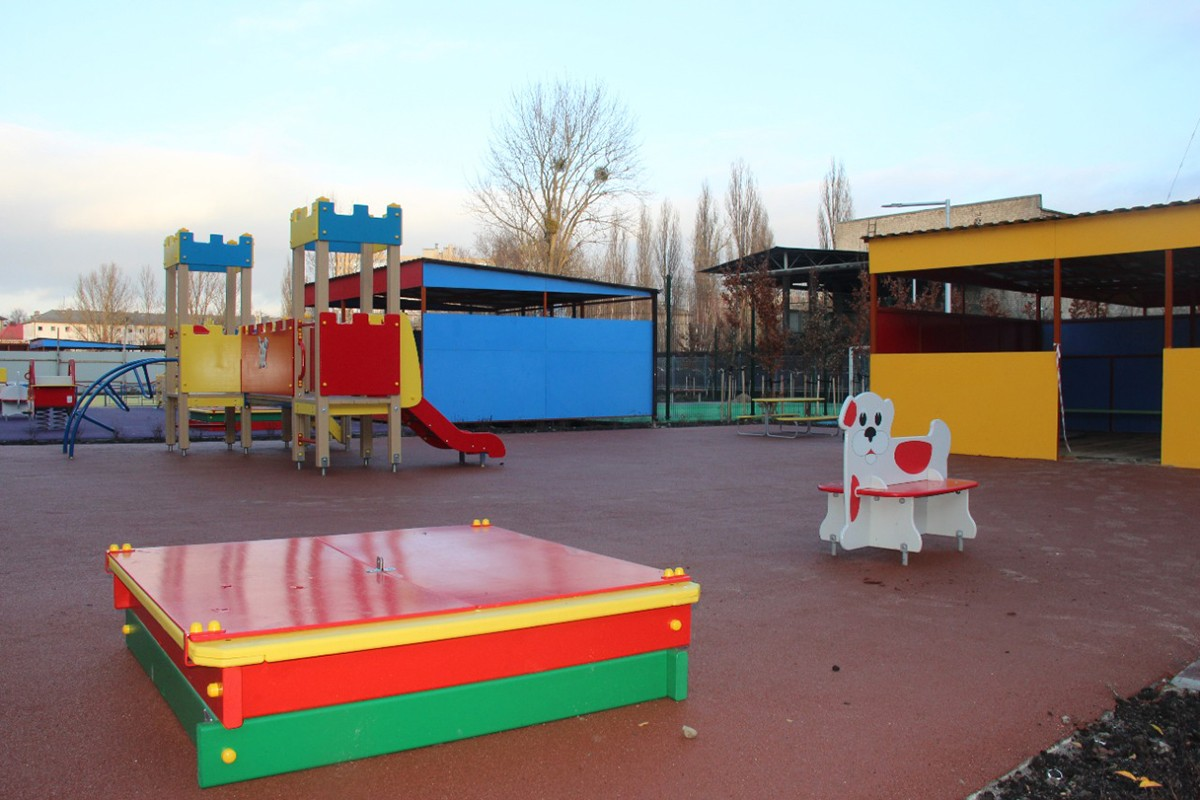
No território do jardim de infância. Região de Kaliningrado, Rússia

É necessário olhar mais a fundo as relações na educação infantil, pois nela podemos observar a interatividade, o lúdico, e a transposição do imaginário para o real (fantasia do real).
A Interatividade, o mundo da criança é muito mais heterogêneo, pois ela esta em contato com várias realidades diferentes, das quais vai aprendendo valores e estratégias que contribuem para a formação da sua identidade pessoal e social. Estas construções que a criança vai realizando é a partir do contato com a família e com os colegas, é no espaço que compartilha com o outro que ela vai se descobrindo e organizando a forma de pensar e agir. A convivência com o outro faz com que ela realize atividades e rotinas, permite representar fantasias e cenas do cotidiano, que funcionam como terapias para lidar com a experiências negativas, a partilha de tempos, ações, representações e emoções é necessária para um mais perfeito entendimento do mundo e faz parte do processo de crescimento.
As crianças, quando crescem, deixam o seu legado, sob a forma de brincadeiras que praticam com os mais novos ou que estes observam e reproduzem.
A ludicidade, constitui um traço fundamental das culturas infantis. Se a cultura lúdica constitui algo central à própria ideia da infância, desde há séculos, importa considerar o relevo que esta faceta tem no mercado de produtos culturais para a infância. Com o efeito os brinquedos tradicionais vem caindo em desuso, substituindo-os por brinquedos industrializados, que acaba por privar as crianças de uma melhor interação com o outro, uma criação e imaginação sobre a brincadeira, e assim acaba se tornando algo que vai uniformizando e moldando as crianças.
A fantasia do real, este é o mundo faz de conta, neste espaço é onde a criança expressa sua visão do mundo e da atribuição de significado as coisas, sendo a transposição do real e de imediato a reconstrução criativa pelo imaginário. Onde ela brinca criando uma história com situações, lugares, personagens e eventos que acontecem em seu cotidiano.
As crianças que tem a oportunidade de entrar no jardim de infância tem seus horizontes ampliados, podendo absorver mais significações do mundo, uma maior interação com o outro e oportunidade de criação e espaço para a imaginação aflorar. Amplia-se o espaço de desenvolvimento, conhecimento e autonomia.

## Brasil
As primeiras instituições brasileiras de atendimento às crianças de zero (0 meses) a seis anos (72 meses) surgiram ainda no Império com intuito de amparar as que eram abandonadas nas ruas das cidades, como os orfanatos, os asilos para pobres e a Santa Casa de Misericórdia, com sua roda dos expostos.
O desenvolvimento da medicina e da microbiologia, e a viabilização da amamentação artificial, possibilitou amparar essas crianças sem os alarmantes índices de doenças e de mortalidade da época. Um dos pioneiros nessa experiência no exterior foi o médico Friedrich Froebel o idealizador dos Jardins de Infância.
A ideia chega ao Brasil em 1862, com a fundação do primeiro jardim de infância do país na cidade de Castro, pela professora Emília Erichsen, utilizando a metodologia Froebel que havia conhecido durante o período em que viveu na Europa. Mais tarde, na década de 1870, com a divulgação no jornal do médico Carlos Costa é aplicada na sala de jardim de infância aberta, ao lado de uma igreja protestante americana instalada em São Paulo. A iniciativa inspirou duas outras: uma no colégio Menezes Vieira (Rio de Janeiro/1875) e no Caetano de Campos (São Paulo/1896), que adaptou a pedagogia de Froebel para a realidade brasileira.
Em 1924, já eram 47 as instituições entre creches e jardins de infância pelo Brasil, principalmente nas capitais. A partir daí, muitas creches são instaladas para atender aos filhos dos operários, sempre ligadas à Assistência Social, embora houvesse em muitos casos, profissionais da área pedagógica orientando seu funcionamento.
A partir de 1980 a sociedade passa a discutir a possibilidade de inclusão das pré-escolas na Educação Básica, intenção concretizada na Constituição de 1988. A Lei de Diretrizes e Bases da Educação Nacional, de 1996, ratifica essa decisão, enfatizando que a Educação é um direito da criança e que deve, portanto, ser universal.

## Portugal

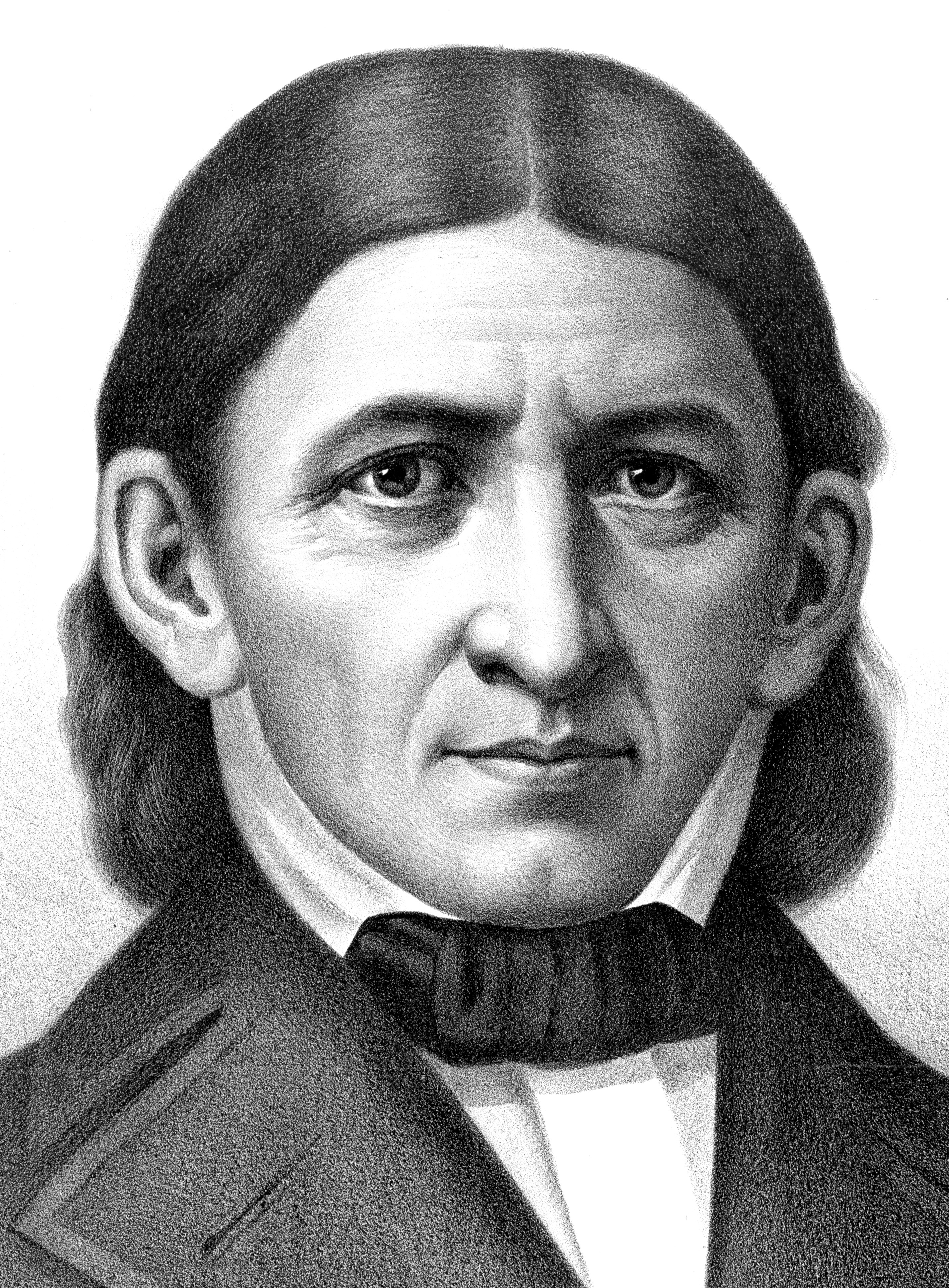
Friedrich Fröbel (Frederick Froebel), retrato de cabeça e ombros, voltado para a frente. MÉDIO: 1 impressão: litografia. CRIADO/PUBLICADO: Syracuse, NY: CW Bardeen, Publisher, c1897.

Em Portugal um jardim de infância, chamado oficialmente de Escola Pré-Primária, consiste num espaço destinado ao cuidado e acompanhamento pedagógico de crianças com idades compreendidas entre os 3 e os 6 anos, sendo também denominado por pré-primário, pré-escolar ou creche.
O Ministério da Educação de Portugal é a entidade reguladora e fiscalizadora desta valência.
A valência de jardim de infância encontra-se geralmente associada a infantários, colégios e externatos. Existem milhares de instituições deste tipo em Portugal a servir todos os concelhos de norte a sul do país e regiões autónomas. Uma listagem exaustiva pode ser consultada no site infantários.

### História
Em 1882 foi inaugurada a Escola Fröbel, em Lisboa, no actual Jardim da Estrela, estabelecido pelo pedagogo Friedrich Fröbel (1782-1852). Seguidamente executaram-se iniciativas privadas como o exemplo da Associação dos Jardins-Escolas João de Deus, que inicia a disseminação de jardins de infância em 1911, com o primeiro edifício construído na cidade de Coimbra. Graças aos seus esforços, estima-se que em 1921, cerca de 135.640 crianças teriam sido alfabetizadas, ao abrigo das missões conduzidas pela Associação de Jardins‑Escolas João de Deus, entretanto já alargadas a Castanheira de Pêra, Pedrógão Grande, Lisboa e Ramalhos (Sertã).
Com efeito, é na década de 20 que surge o primeiro curso de formação de Educadores de Infância em Portugal, sob a denominação «Curso de Didáctica Pré-Primária pelo Método João de Deus». Por molde a uniformizar a instrução dos futuros educadores, que ministrariam o ensino pré-primário, foi criado um programa de estudos, assente na Cartilha Maternal e na obra «Deveres dos Filhos para com os seus pais», ambos da autoria de João de Deus.
O movimento de construção de jardins-de-infância pelo Estado, a nível nacional, apenas foi iniciado através da reforma na educação iniciada pelo ministro Veiga Simão e a massificação do trabalho feminino, nos anos 1970.